# 于国安 (1960年)
于国安（1960年10月—），男，汉族，山东威海人，中华人民共和国政治人物、第十二届全国人民代表大会山东地区代表。山东大学经济学博士，高级会计师。

## 生平
于国安毕业于山东大学产业经济学专业。1984年加入中国共产党。
曾长期在山东省财政厅工作，2017年7月，升任山东省人民政府副省长。2021年2月，当选山东省政协副主席。2023年1月，卸任山东省政协副主席职务。
2013年，担任全国人大代表。